# Coniopteryx nigeriana
Coniopteryx nigeriana is een insect uit de familie van de dwerggaasvliegen (Coniopterygidae), die tot de orde netvleugeligen (Neuroptera) behoort. 
De wetenschappelijke naam Coniopteryx nigeriana is voor het eerst geldig gepubliceerd door Meinander in 1975.